# Akash Nandy
Akash Neil Nandy (10 januari 1997) is een Maleisisch autocoureur.

## Carrière
Nandy begon zijn autosportcarrière in het karting in 2009 en nam deel aan de Yamaha SL Cup. In 2010 stapte hij over naar de Yamaha SL Cup Junior, waar hij twee races won, en de Aziatische Rotax Max Challenge, waar hij eveneens twee races wist te winnen en tweede werd in de eindstand.
In 2011 maakte Nandy de overstap naar het formuleracing, waarbij hij in de JK Racing Asia Series zijn debuut maakte voor het team www.Meritus.GP. Hij behaalde één podiumplaats op het Sepang International Circuit en voegde hier op het Sentul International Circuit nog twee podia aan toe. Uiteindelijk werd hij met 91 punten zevende in het kampioenschap.
In 2012 reed Nandy alleen in het eerste raceweekend van de JK Racing Asia Series voor Meritus op Sepang en behaalde hier twee podiumplaatsen. Hierna stapte hij over naar de Formula Pilota China, waar hij voor KCMG in drie van de zes raceweekenden ging rijden. Met een vierde plaats op het Ordos International Circuit als beste resultaat werd hij twaalfde in de eindstand met 24 punten.
In 2013 begon Nandy het seizoen in de Nieuw-Zeelandse Toyota Racing Series, waar hij voor ETEC Motorsport reed. Zijn beste resultaat was een zesde plaats op het Taupo Motorsport Park en werd hiermee veertiende in de eindstand met 361 punten. Hierna keerde hij terug in de Formula Pilota China, inmiddels de Formula Masters China geheten, voor Cebu Pacific Air by KCMG. Hij won één race op het Inje Speedium en drie op het Sepang International Circuit, waarmee hij derde werd in de eindstand met 163 punten. Tevens won hij de niet voor het kampioenschap meetellende race tijdens de Grand Prix van Macau op het Circuito da Guia. Ook maakte hij voor KCMG zijn debuut in de Asian Le Mans Series tijdens het raceweekend op Inje, waarbij hij de LMP2-race direct won met Gary Thompson en James Winslow als teamgenoten.
In 2014 stapte Nandy over naar de Formule Renault 2.0 Alps, waar hij voor Tech 1 Racing uitkwam. Met een vijfde plaats op Spa-Francorchamps als beste resultaat werd hij dertiende in het kampioenschap met 35 punten. Tevens reed hij op Spa een raceweekend in de Eurocup Formule Renault 2.0 voor Tech 1 als gastrijder en eindigde beide races als 25e.
In 2015 reed Nandy in de Remus Pokal F3 voor Performance Racing. Hij won acht van de tien races waar hij aan deelnam, maar verloor het kampioenschap met één punt verschil aan Jordi Weckx omdat hij het laatste raceweekend miste. Tevens reed hij in één raceweekend van de MotorSport Vision F3 Cup als gastrijder op Spa-Francorchamps en won beide races.
In 2016 stapt Nandy over naar de GP3 Series, waar hij uitkomt voor het team Jenzer Motorsport.